# Seznam slovenskih častnikov
Seznam slovenskih častnikov je krovni seznam, ki zajema slovenske častnike, ki so služili v raznih oboroženih silah do 1991.

## Seznami
- Seznam častnikov Slovenske vojske 1918-19
- Seznam slovenskih častnikov Jugoslovanske vojske v domovini
- seznam slovenskih generalov